# 广西壮族自治区交通运输厅

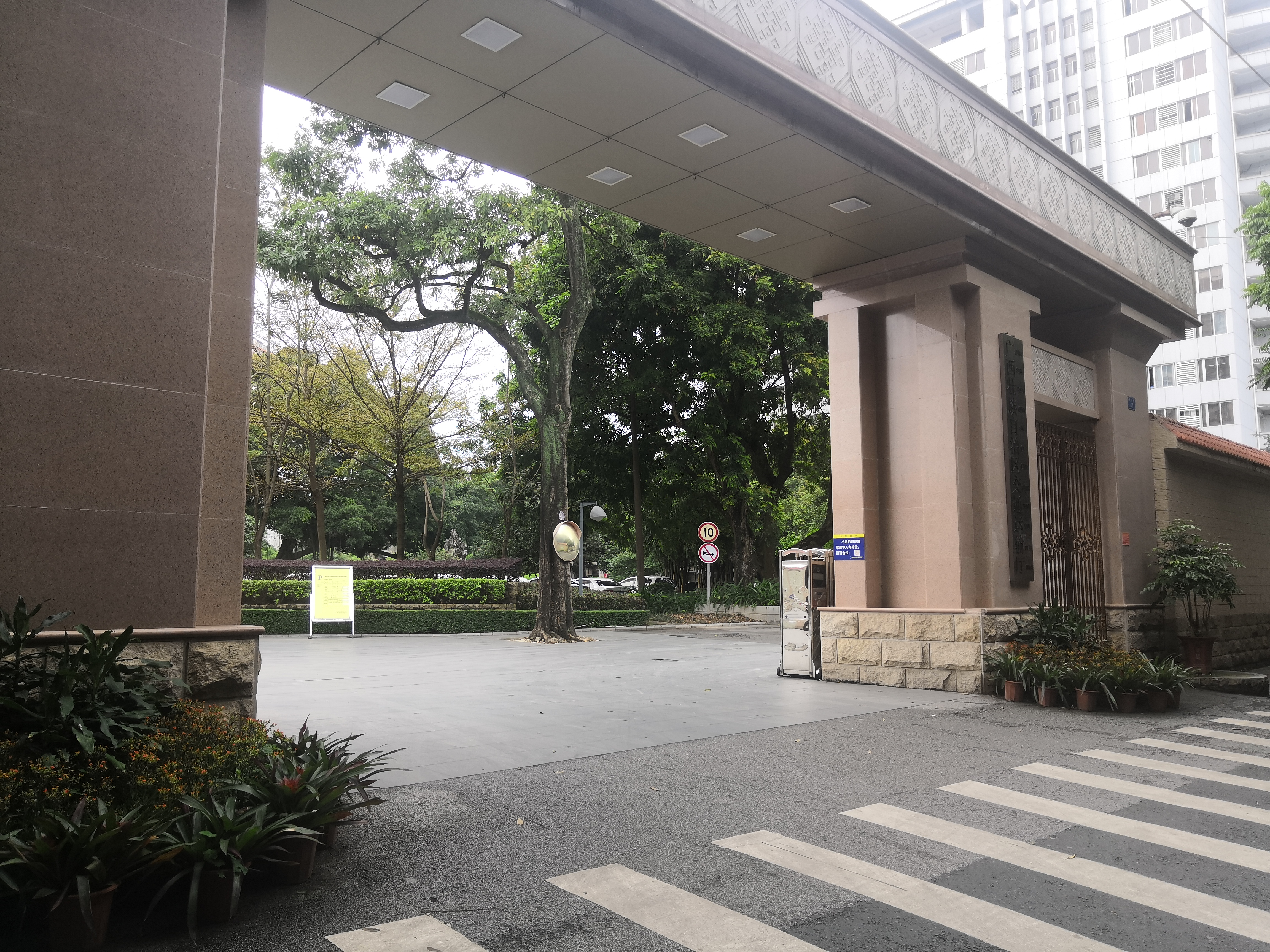
广西壮族自治区交通运输厅

广西壮族自治区交通运输厅是中华人民共和国的广西壮族自治区人民政府主管交通运输工作的组成部门。

## 主要职能
1. 承担涉及全区综合运输体系的规划协调工作，会同有关部门组织编制综合运输体系规划，指导交通运输枢纽规划和管理。
2. 贯彻执行国家有关交通运输的方针政策和法律法规，行业规划和标准。组织拟订并监督实施全区公路、水路等行业规划、政策和标准。组织起草交通运输工作的地方性法规和规章草案。参与拟订物流业发展战略和规划，拟订有关政策和标准并监督实施。指导公路、水路运输行业有关体制改革工作。
3. 承担全区道路、水路运输行业监管责任。指导并监督实施道路、水路运输有关政策、准入制度、技术标准和运营规范。指导城乡客运及有关设施规划和管理工作，指导出租汽车行业管理工作。负责营运汽车、船舶跨省运输、出入境运输及航道有关管理工作。
4. 负责提出全区公路、水路固定资产投资规模和方向、国家及自治区政府财政性资金安排意见、建议，并监督实施。按规定权限审批、核准国家、自治区规划内和年度计划规模内固定资产投资项目。拟订公路、水路有关规费政策并监督实施。按规定负责交通规费的拨付和监管。依法负责收费公路的行业管理工作。提出有关财政、土地、价格等政策建议。
5. 承担全区公路、水路建设市场监管责任。拟订全区公路、水路工程建设相关政策、制度和技术标准并监督实施。组织协调公路、水路交通基础设施建设的工程质量、安全生产监督管理工作。指导公路、水路基础设施管理和维护。依法负责港口规划和港口岸线使用管理工作。监督管理公路、水路建设项目招投标活动。承担营运船舶检验管理工作。
6. 指导全区公路、水路行业安全生产和应急管理工作。按规定组织协调全区重点物资运输和紧急客货运输；负责全区高速公路及重点干线公路网安全运行监测和协调；承担国防动员有关工作。
7. 指导全区交通运输信息化建设，监测分析运行情况，开展相关统计工作，发布有关信息。指导公路、水路行业环境保护、科技开发、工程造价和节能减排工作。指导行业教育、培训和精神文明工作；指导交通运输行业单位内部治安保卫、综合治理及维护稳定工作。
8. 依法管理全区公路、道路运输、港口航道行政执法（含治理公路超限）工作。指导港口设施保安工作。
9. 对机关、直属单位国有资产进行监督管理。组织实施交通运输行业内部审计工作。
10. 指导协调公路、水路运输行业利用外资工作，开展对外合作与交流。
11. 承办自治区人民政府交办的其他事项。[1]

## 机构设置

### 内设机构
- 办公室
- 政策法规处
- 综合规划处
- 综合运输处
- 基建管理处
- 地方铁路处
- 收费管理处
- 安全监督处（应急办）
- 财务审计处
- 科技处
- 人事处
- 离退休人员管理处
- 机关党委办公室
- 驻厅监察室
- 综合行政执法局
- 港航局水运处
- 港航局港口处